# NGC 1106
NGC 1106 è una  galassia lenticolare situata nella costellazione di Perseo, a una distanza di circa 200 milioni di anni luce dalla nostra Via Lattea.

## Scoperta
La galassia è stata scoperta il 18 settembre 1828 dall'astronomo britannico John Herschel.

## Descrizione
NGC 1106 è una galassia attiva del tipo Seyfert 2 (Sy 2).

## Gruppo di NGC 1086
NGC 1106 fa parte del Gruppo di NGC 1086, un gruppo di galassie che comprende almeno quattro membri. Le altre due galassie del gruppo sono UGC 2349 e UGC 2350.